# Urasoe
Urasoe (浦添市 Urasoe-shi?,  în limba locală: Urashii) este un municipiu din Japonia, prefectura Okinawa.